# Riwu
Riwu (kinesiska: 日屋, 日屋镇) är en köping i Kina. Den ligger i den autonoma regionen Tibet, i den sydvästra delen av landet, omkring 380 kilometer sydväst om regionhuvudstaden Lhasa. Antalet invånare är 1 135. Befolkningen består av 593 kvinnor och 542 män. Barn under 15 år utgör 30 %, vuxna 15-64 år 67 %, och äldre över 65 år 1,0 %.
Genomsnittlig årsnederbörd är 1 840 millimeter. Den regnigaste månaden är juli, med i genomsnitt 358 mm nederbörd, och den torraste är december, med 13 mm nederbörd.